# جيمس توسيلاند
جيمس توسيلاند (بالإنجليزية: James Toseland)‏ مواليد 5 أكتوبر 1980 في دونكاستر، هو متسابق دراجات نارية إنجليزي سابق فاز ببطولة العالم للسوبربايك. نافس في بطولة العالم للموتو جي بي.

## البطولات
- بطولة العالم للسوبربايك 2004
- بطولة العالم للسوبربايك 2007

## روابط خارجية
- جيمس توسيلاند على موقع MotoGP.com (الإنجليزية)
- جيمس توسيلاند على موقع WorldSBK.com (الإنجليزية)